# Изгубљени викенд
Изгубљени викенд (енгл. The Lost Weekend) је амерички драмски филм ноар из 1945. године, режисера Билија Вајлдера, у коме главне улоге тумаче Реј Миланд и Џејн Вајман. Заснован је на истоименом роману Чарлса Р. Џексона о писцу алкохоличару. Филм је био номинован за седам Оскара, а освојио је четири: за најбољи филм, најбољу режију, најбољег глумца и најбољи адаптирани сценарио. Такође је поделио Гран при на првом Филмском фестивалу у Кану, што га чини једним од само четири филма — преостала три су Марти (1955), Паразит (2019) и Анора (2024) — који је освојио и Оскара за најбољи филм и највишу награду у Кану.
На сајту Rotten Tomatoes, филм има рејтинг одобравања од 97% на основу 70 рецензија, са просечном оценом 8,4 од 10. Критички консензус сајта гласи: „Искрен и немилосрдан осврт редитеља Билија Вајлдера на штетан утицај алкохола можда је осетио зуб времена, али и поред тога Изгубљени викенд представља један моћан и изузетно проницљив филм”. Године 2011, Конгресна библиотека је одабрала филм за чување у Националном регистру филмова Сједињених Држава због културолошког, историјског или естетског значаја.

## Радња
Једног четвртка, њујоршки писац алкохоличар Дон Бирнам пакује се за одмор преко викенда са својим братом Виком. Када Донова девојка Хелен сврати са две карте за концерт тог дана, Дон предлаже да Вик оде са Хелен. Знајући да су се решили свог пића које је Дон сакрио у стану и мислећи да нема новца за још, они одлазе на концерт.
Након што је пронашао десет долара које је Вик оставио чистачици, Дон креће у Нетов бар, навраћајући успут у продавницу пића да купи две боце вискија. Дон намерава да се врати кући на време да се нађе са Виком и ухвати воз, али губи појам о времену због опијања. Када стигне кући, види Вика како одлази, а Хелен говори да ће остати и чекати Дона. Дон се ушуња назад у стан, где сакрије једну од својих флаша пића, а попије другу.
У петак, назад у Нетовом бару, Нет критикује Дона што се тако лоше опходио према Хелен. Дон каже Нету да намерава да напише роман о својој борби са алкохолизмом, под називом Флаша. Присећа се како је први пут срео Хелен у опери, где им је гардеробер помешао капуте. Он и Хелен су се заљубили, а он је за то време остао трезан. Када је отишао да упозна њене родитеље, случајно их је чуо како причају о томе да је незапослен, питајући се да ли је довољно добар за њихову ћерку. Изгубио је живце и искрао се. Она је отишла у његов стан, где је Вик покушао да га покрије, али Дон је признао да има две личности: „Дона писца”, чији страх од неуспеха га опија, и „Дона пијанца” кога увек мора да спашава Вик. Хелен је одлучила да му помогне.
Након што је Нету испричао причу која стоји иза његовог предложеног романа, Дон се враћа кући да би почео да је пише. Међутим, његова жудња за алкохолом га надвладава и он почиње очајничку потрагу за другом флашом од претходне ноћи, за коју зна да је негде сакрио. Пошто није успео да га пронађе, посећује други бар, где је избачен након што је покушао да украде новац из женске ташне јер није имао довољно да плати рачун. Вративши се у свој стан, проналази боцу коју је сакрио и испија је до дна.
Дон се буди у суботу, без новца, и покушава да заложи своју писаћу машину како би могао да купи још алкохола, али залагаонице су затворене за Јом кипур. Очајнички тражећи новац, посећује Глорију, проститутку која је заљубљена у њега. Она му даје нешто новца, али он пада низ њене степенице и онесвести се.
Дон се у недељу буди на одељењу за алкохоличаре где болничар Бим Нолан исмејава њега и друге притворене алкохоличаре. Бим се нуди да му помогне да излечи делиријум тременс, али Дон одбија помоћ и бежи док је особље заокупљено разулареним, насилним пацијентом.
Дон у понедељак краде флашу вискија из продавнице, након што је претио власнику, и проводи дан пијући. Патећи од делиријум тременса, халуцинира кошмарну сцену у којој слепи миш улети у његов прозор и убије миша, проливајући му крв. Хелен се затим враћа. Пронашавши Дона у делиријуму, она остаје и преноћи на његовом каучу.
У уторак ујутру, Дон се искраде и заложи Хеленин капут, онај који их је спојио. Она га прати до залагаонице и од власника сазнаје да је заменио капут за свој пиштољ, за који код куће има метке. Она јури до Доновог стана и прекида га непосредно пре него што би се он самоубио. Док га моли, Нет стиже да врати Донову писаћу машину. Након што Нет оде, Хелен га убеђује да су „Дон писац” и „Дон пијанац” иста особа. Он се обавезује да напише свој роман Флаша, посвећен њој, који ће испричати догађаје током викенда. Он испушта цигарету у чашу вискија да би га учинио непитким као доказ своје одлучности.

## Улоге
| Глумац          | Улога               |
| --------------- | ------------------- |
| Реј Миланд      | Дон Бирнам          |
| Џејн Вајман     | Хелен Сент Џејмс    |
| Филип Тери      | Вик Бирнам          |
| Хауард да Силва | Нет                 |
| Дорис Даулинг   | Глорија             |
| Френк Фејлен    | Бим Нолан           |
| Мери Јанг       | госпођа Девериџ     |
| Анита Болстер   | госпођа Фоли        |
| Лилијан Фонтејн | госпођа Сент Џејмс  |
| Луис Расел      | господин Сент Џејмс |
| Френк Орт       | гардеробер у опери  |

## Продукција
Вајлдера је првобитно привукао овај материјал након што је радио са Рејмондом Чандлером на сценарију за филм Двострука обмана. Чандлер је у то време био алкохоличар у процесу опорављања, а стрес и буран однос са Вајлдером током сарадње довели су до тога да поново почне да пије. Вајлдер је снимио филм, делимично, да би покушао да себи објасни Чандлера.
Вајлдер је првобитно желео Хосеа Ферера за улогу Дона, али овај ју је одбио. Први избор Чарлса Брекета за улогу Хелен била је Оливија де Хевиленд, али она је била умешана у тужбу која јој је спречила да буде у било ком филму у то време. Речено је да су за ту улогу разматране и Кетрин Хепберн и Џин Артур.
Већина филма снимљена је у студију Paramount у Холивуду. Вајлдер је, међутим, инсистирао да део филма сниме на локацији у Њујорку како би се створио посебан осећај реализма. Дана 1. октобра 1944. Вајлдер и његова мала екипа почели су да снимају у Њујорку, углавном дуж Треће авеније у центру источног Менхетна. Да би додатно створили реалистичну атмосферу, Вајлдер и његова екипа користили су скривене камере, постављајући их иза кутија или у задњи део камиона, и снимајући Миланда док је ходао Трећом авенијом међу стварним пешацима који нису знали да се снима филм. Продукција је такође имала јединствену дозволу за снимање у болници Белевју на одељењу за алкохоличаре; овај захтев је будућим филмовима био одбијен. Након завршетка снимања у Њујорку, глумци и екипа су се вратили у Калифорнију да би наставили са главним снимањем, где су рекреирали неколико њујоршких локација, укључујући реплику „Пи Џеј Кларка”, таверне коју је често посећивао аутор Чарлс Џексон.
Филм је такође прославио ефекат камере „лик који иде ка камери у омамљености како време пролази”.
Када је Изгубљени викенд био завршен, приказан је публици која се смејала ономе што су сматрали Миландовим претераним наступом, а студио је размишљао да одложи филм. Део проблема је био у томе што верзија приказана на претпремијери није имала оригиналну музичку тему Миклоша Роже, већ је уместо тога користила привремену нумеру која је садржала оптимистичну џез музику. Међутим, када је Рожина музика укључена у филм, заједно са поновним снимањем последње сцене, публика и критичари су позитивно реаговали. Музичка партитура филма била је међу првима која је укључивала теремин, коришћен за стварање теме алкохолизма.
Филм се значајно разликује од књиге по томе што изоставља запажене хомосексуалне призвуке романа, наиме снажну импликацију да је Дон Бирнам (као и аутор књиге, Чарлс Џексон) притајени хомосексуалац.
Индустрија алкохолних пића покренула је кампању да поткопа филм чак и пре његовог објављивања. Allied Liquor Industries, национална трговинска организација, написала је отворено писмо студију у којем је упозорила да ће групе против алкохола користити филм да поново уведу прохибицију. Стране заинтересоване за алкохолна пића су наводно ангажовали гангстера Френка Костела да понуди студију 5 милиона долара да купи негатив филма како би га спалио. Вајлдер се нашалио: „Да су мени понудили 5 милиона долара, ја бих [спалио негатив]”.

## Пријем

### Зарада
Филм је остварио комерцијални успех. Снимљен са буџетом од 1,25 милиона долара, зарадио је 11 милиона долара на биоскопским благајнама, са 4,3 милиона долара од изнајмљивања америчких биоскопа.

### Оскари
На 18. додели Оскара у мају 1946. Изгубљени викенд је био номинован у седам категорија, од којих је победио у четири.
| Категорија                  | Номиновани                  | Резултат   |
| --------------------------- | --------------------------- | ---------- |
| Најбољи филм                | Чарлс Брекет                | Освојено   |
| Најбољи режисер             | Били Вајлдер                | Освојено   |
| Најбољи глумац              | Реј Миланд                  | Освојено   |
| Најбољи адаптирани сценарио | Били Вајлдер и Чарлс Брекет | Освојено   |
| Најбоља фотографија         | Џон Ф. Зајц                 | Номинација |
| Најбоља оригинална музика   | Миклош Рожа                 | Номинација |
| Најбоља монтажа             | Доун Харисон                | Номинација |

### Кански филмски фестивал
Овај филм је такође поделио Гран При 1946. на првом Филмском фестивалу у Кану, а Миланд је награђен за најбољег глумца. До данас, Изгубљени викенд, Марти (1955), Паразит (2019) и Анора (2024) су једини филмови који су икада освојили и Оскара за најбољи филм и највишу награду на Филмском фестивалу у Кану. (Марти је добио Златну палму, која је, почевши од фестивала 1955. године, заменила Гран При као највиша награда.)

### Национални регистар филмова
Године 2011. Конгресна библиотека Сједињених Држава прогласила је филм „културолошки, историјски или естетски значајним” и одабрала га је за чување у Националном регистру филмова. Регистар је изјавио да је филм „бескомпромисан поглед на разорне последице алкохолизма” и да је „спојио експресионистички филм-ноар стил са документарним реализмом како би уронио гледаоце у мучна искуства њујоршког писца који је спреман да уради скоро све за пиће.”

## Адаптације
Изгубљени викенд је адаптиран као радио представа у емисији The Screen Guild Theater 7. јануара 1946. у којој су Миланд, Вајманова и Фејлен поновили своје улоге из филма.
Дана 10. марта 1946, три дана након освајања Оскара, Миланд се појавио као гост у радио емисији Џек Бени Шоу. У лажној верзији филма Изгубљени викенд, Миланд и Џек Бени су играли браћу близанце алкохоличаре. Фил Харис, који је иначе у емисији играо вођу бенда Џека Бенија који жестоко пије, играо је брата који је покушао да убеди Реја и Џека да одустану од алкохола. („Даме и господо”, рекао је спикер, „мишљења која је изнео господин Харис су написана у сценарију и нису нужно његова сопствена.”) У сцени одељења за алкохоличаре, Френк Нелсон је играо болничара који је обећао Реју и Џеку да ће ускоро у делиријуму почети да виде визије чудних животиња. Када су се појавиле делиријумске визије (са Мелом Бланком који је обезбеђивао цвиљење свиња, чаврљање мајмуна и друге звучне ефекте животиња), Реј их је отерао. „Реј, отишли су! Шта си урадио?”, викао је Бени. Миланд је одговорио: "Бацио сам свог Оскара на њих!”